# Guty
Guty (německy Gutty) jsou katastrální území a místní část města Třinec, k němuž byly Guty přičleněny roku 1980.
Guty jsou podhorskou vesničkou nacházející se v podhůří Beskyd. Z horní části Gutů je výhled na okolní krajinu, např. na Český Těšín, Ropici, Smilovice, Nebory nebo Třinec, příp. až na vrcholky české strany hory Čantoryje.

## Demografie
V roce 1804 obec čítala 87 obytných domů, ve kterých žilo 574 obyvatel. Před polovinou 19. století žilo v Gutech 855 obyvatel; evangelickou školu navštěvovalo 121 žáků.. Podle rakouského sčítání lidu z roku 1910 měly Guty 832 obyvatel, z toho 824 (99%) Poláků, 7 (0,8%) Čechů a 1 (0,1%) Němců, 65 (7,8%) katolíků , 754 (90,6%) evangelíků a 13 (1,6%) jiného náboženství.Při sčítání lidu v roce 1930 žilo v obci 812 obyvatel, převážně evangelíků, z toho 603 Poláků a 209 Čechů. V roce 1939 měla obec Guty 818 obyvatel, k slezské národnosti se tehdy přihlásilo 697, k polské 97, k české 23 a k německé 1 obyvatel. V roce 1993 žilo v Gutech 733 obyvatel (z toho 365 mužů a 368 žen). V roce 2003 žilo v Gutech 716 obyvatel (353 mužů, 363 žen).

## Název
Nejstarší písemný doklad z roku 1305 má podobu Gutha, jinak je v dokladech vždy Gut(t)y. Jména Guta, Guty, Gutica se vyskytuje též ve východním Prusku, Mazovsku, Mazursku, Goreňsku a na Ukrajině, jejich původ je však nejasný. O tom, jak se vzniklo jméno obce, se vedou spory. Existuje několik možností. Největší část etymologů se kloní k názoru, že do té doby bezejmenná osada převzala jméno po svém majiteli Jana Gutha z Dětmarovic, jenž ji dostal darem od těšínského knížete na konci 14. nebo na počátku 15. století. Nejpravděpodobnější je nejspíš teorie slezského historika polského původu Františka Popiołka, který se domnívá, že Guty byly založeny některým z těšínských německojazyčných měšťanů a byly jím pojmenovány staroněmeckým slovem Guth (usedlost).[zdroj?]

## Dějiny
Obec Guty vznikla již před rokem 1305, kdy o ní existují první spolehlivé zprávy ze soupisu desátků vratislavského biskupa. 

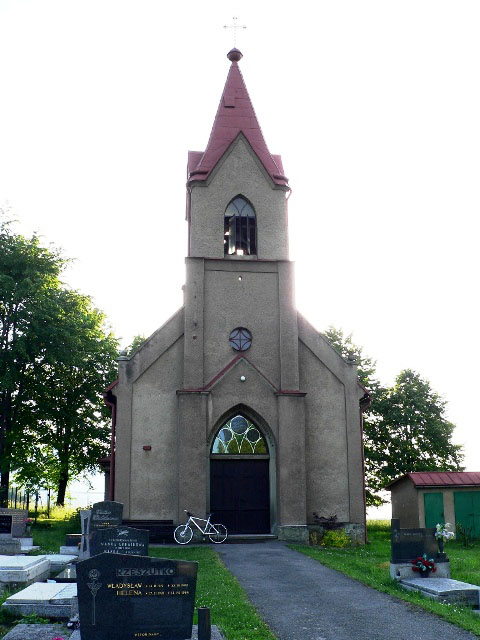
Evangelický kostel

V další zmínce k roku 1459 je v Gutách zmiňován mlýn. O tom, že se jednalo o malou vesničku, podává zprávu urbář z roku 1557, kdy zde žilo pouhých 13 osadníků se svými rodinami. Někdy v této době si Gucané postavili dřevěný evangelický kostel, který při cestě do Nebor stál do roku 2017, kdy shořel. Během třicetileté války obec trpěla bídou a chorobami zavlečenými zde vojáky a tak mnoho Gucanů uprchlo do hor a průsmyků, kde se živili loupežnictvím. Ani konec války nepřinesl vytouženou prosperitu, a tak se obyvatelé začali věnovat po vzoru nově příchozích Valachů pastevectví namísto dosavadní rostlinné výroby. V druhé polovině 18. století začali být bačové ze salaší vyháněni a polany byly kvůli zisku Těšínské komory zalesňovány.

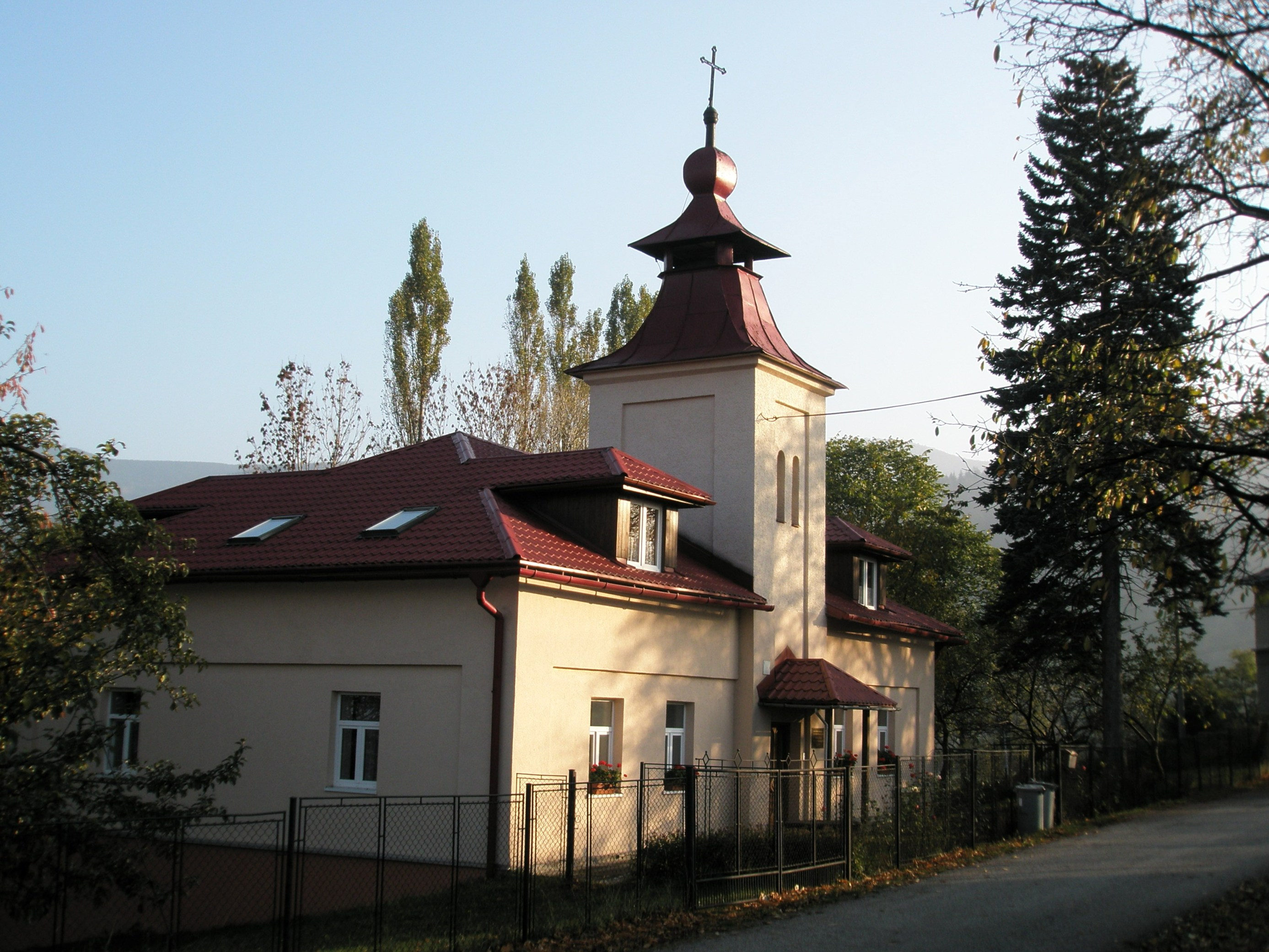
Bývalá škola, dnes fara SCEAV

V souvislosti s vydáním tolerančního patentu začali obyvatelé uvažovat o stavbě evangelické školy. Spolu s Neborovčany zažádali u Těšínské komory o dřevo na stavbu a již roku 1791 škola stála. Prvním učitelem se stal Pavel Šařec z Visly. Škola sloužila až do roku 1886, kdy byla postavena škola nová, která sice již neslouží svému účelu, ale stále ji lze spatřit naproti evangelické kapli a rozpoznat podle vcelku mohutné vížky. Stará škola skončila v rukou židovských majitelů, kteří ji přebudovali v hospodu nazývanou později Žydovňa. Roku 1923 byla otevřena česká škola. Guty rád navštěvoval i slavný malíř Josef Mánes, jenž bydlel v nedalekém Stříteži. Historie samostatné obce se uzavírá roku 1980, kdy byla včleněna do města Třince.

### Předsedové osadního výboru
- Jan Kaleta (od 2007)

## Kultura

### Církve
V Gutech stál dřevěný katolický kostel Božího těla ze 16. století (do roku 1654 evangelický) s katolickým hřbitovem. V noci z 1. na 2. srpna 2017 byl úmyslně zapálen a kompletně shořel. Dále se zde nachází kostel Slezské církve evangelické a. v. (byl slavnostně vysvěcen 12. 8. 1923), při němž existuje farní sbor, a evangelický hřbitov.

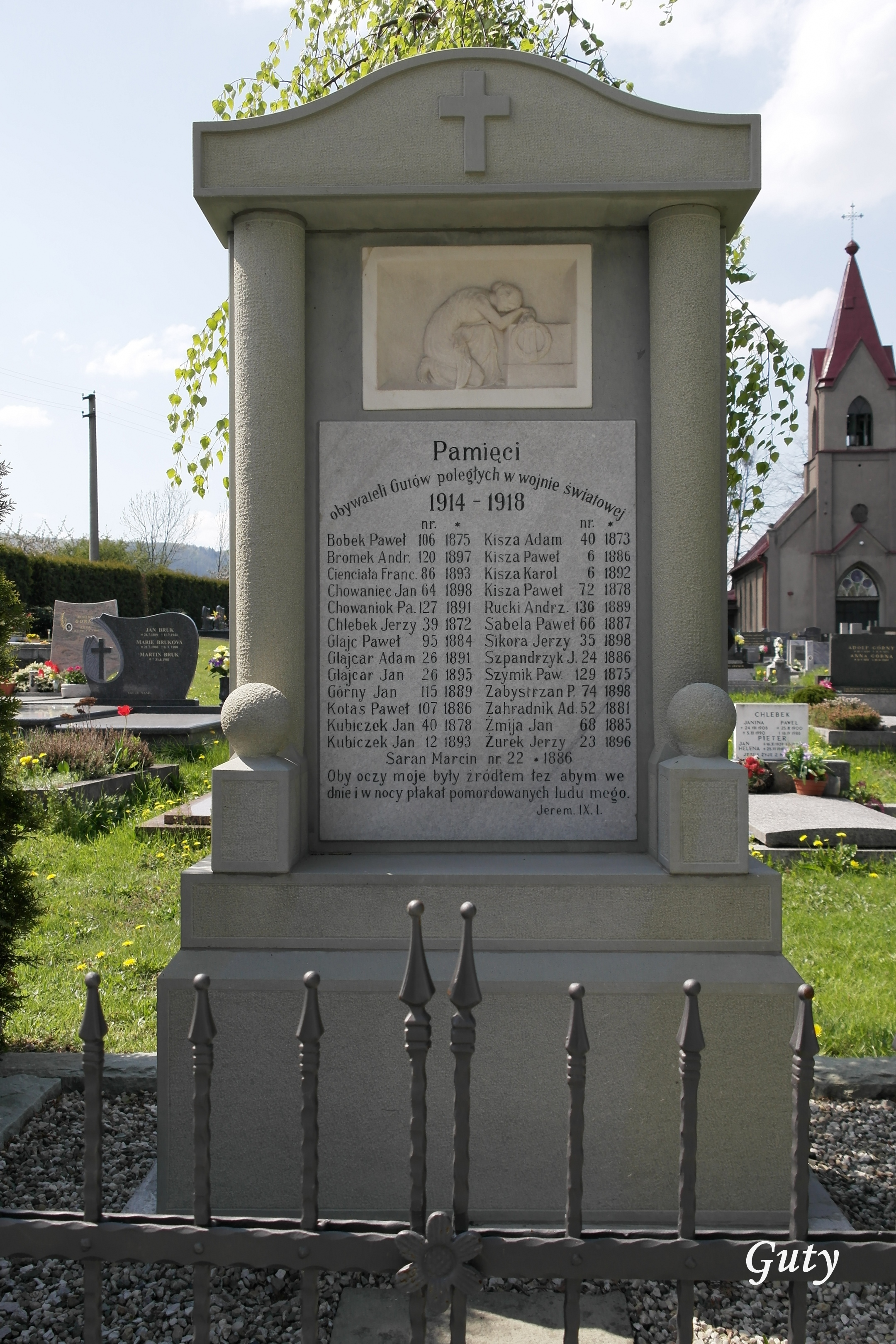

### Ostatní

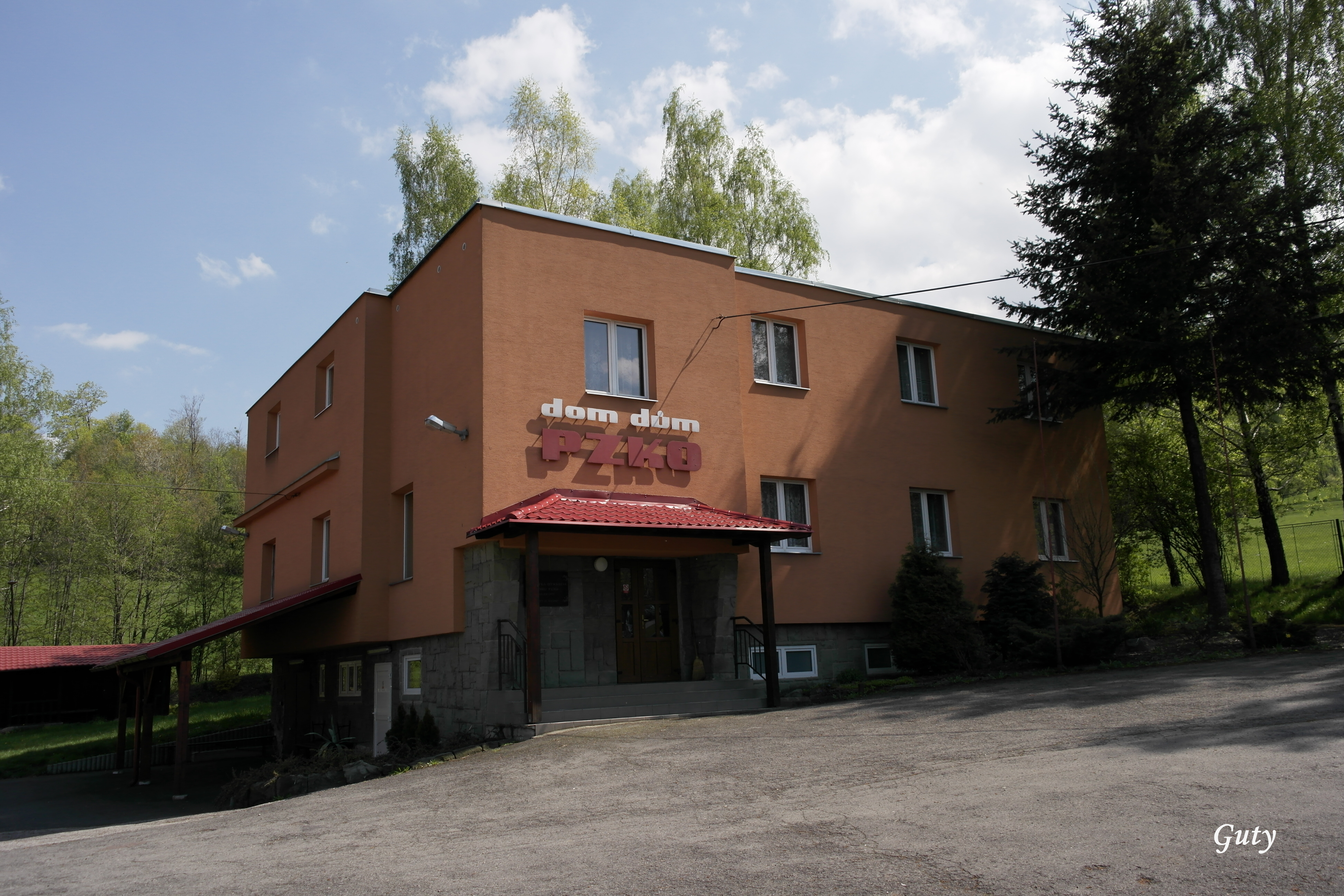
Dům PZKO

V Gutech je činné místní sdružení Polského kulturně-osvětového svazu (PZKO) a Svaz dobrovolných hasičů (založený v roce 1909).

## Pamětihodnosti obětem 2. světové války
- Památník (Třinec-Guty) obětem 2. světové války na stránkách ministerstva obrany Archivováno 9. 7. 2018 na Wayback Machine.